# Bänderriss
Bänderriss, Bandruptur oder Bandverletzung bezeichnet die teilweise bis vollständige Zerreißung (Ruptur) eines Gelenkbandes.
Eine Bandruptur wird auch als Desmorrhexis (δεσμός „Band“ – ῥῆξις „Ruptur“) bezeichnet.
Als Beschwerden bestehen typischerweise ein lokaler Schmerz, charakteristische Funktionsausfälle und je nach Lokalisation typische Phänomene wie Gelenkaufklappbarkeit oder ein Schubladenphänomen.
Typische Bandverletzungen:
- Außenbandruptur des oberen Sprunggelenkes
- Seitenbandriss am Knie
- Kreuzbandriss am Knie
- Riss des ulnaren Seitenbandes im Rahmen einer Ellenbogenluxation
- Seitenbandruptur des Daumens im Daumengrundgelenk („Skidaumen“)
- komplexer Bänderriss in der Handwurzel